# Theodoor Doyer
Jan Jacob Theodoor Doyer (Amsterdam, 29 december 1955 – Santpoort-Zuid, 10 november 2010) was een Nederlands hockeyspeler. Hij kwam in de jaren zeventig en tachtig uit voor HC Bloemendaal.
Met Bloemendaal werd Doyer van 1986 tot en met 1989 vier keer landskampioen. In 1982 werd hij met de Italiaanse club Marilena kampioen van Italië en speelde hij in de Europa Cup III. Opmerkelijk was dat hij dat jaar tevens uitkwam voor Bloemendaal.
Voor het Nederlands elftal kwam Theodoor Doyer tussen 1975 en 1988 182 keer uit. Hij scoorde 44 goals. Met Nederland werd hij in 1983 en 1987 Europees kampioen en in 1981 winnaar van de Champions Trophy. Bij de wereldkampioenschappen van 1978 werd Doyer met Nederland tweede. Hij was deelnemer aan de Olympische Zomerspelen 1976 en de Olympische Zomerspelen 1984, waarop Nederland respectievelijk vierde en zesde werd.
Na zijn actieve sportloopbaan was Doyer bestuurslid van HC Bloemendaal. Hij was werkzaam bij de dienst Sport van de gemeente Amsterdam. In april 2008 werd de zenuwziekte ALS bij hem gediagnosticeerd. Hij overleed in november 2010 op 54-jarige leeftijd.
Hij was getrouwd en had twee dochters.
In 2011 was Doyer een van de gezichten van de campagne "Ik ben inmiddels overleden" van de Stichting ALS Nederland.
Jan Albers · 
André Bolhuis · 
Theodoor Doyer · 
Geert van Eijk · 
Imbert Jebbink · 
Hans Jorritsma · 
Wouter Kan · 
Coen Kranenberg · 
Hans Kruize · 
Wouter Leefers · 
Paul Litjens · 
Maarten Sikking · 
Ron Steens · 
Tim Steens · 
Bart Taminiau · 
Rob Toft ·
Coach: Wim van Heumen
Peter van Asbeck · 
Ewout van Asbeck · 
Lex Bos · 
Roderik Bouwman · 
Cees Jan Diepeveen · 
Theodoor Doyer · 
Maarten van Grimbergen · 
Arno den Hartog · 
Tom van 't Hek · 
Pierre Hermans · 
René Klaassen · 
Hans Kruize · 
Jan Hidde Kruize · 
Ties Kruize · 
Eric Pierik · 
Ron Steens ·
Coach: Wim van Heumen